# Yehuda ben Meir
Yehouda ben Meïr Hacohen en hébreu : יהודה בן רבי מאיר הכהן, aussi appelé Juda ben Meïr le prêtre), parfois dénommé l’Ancien pour le distinguer de son petit-fils homonyme, est un rabbin et voyageur allemand des Xe et XIe siècles. Contemporain de Sherira Gaon, il est parfois désigné lui-même sous ce titre bien qu’il ait exercé à Mayence et non en Babylonie. Il est également connu sous les surnoms de Juda de Mayence, Léon, Léonte, Léontin, Sire Léon, Sire Léontin (tous ceux-ci font référence à son nom hébraïque, le lion étant l'emblème de la Tribu de Juda), et Riva"m Ka"tz (acronyme de Rabbenou Yehouda ben Meïr, Cohen Tzedek, notre maître Juda fils de Meïr, cohen attesté). 
Il compte parmi les principaux maîtres de Guershom ben Juda, considéré comme le fondateur du judaïsme ashkénaze, et a par conséquent fortement influencé les écrits de Rachi.

## Œuvre
Son petit-fils homonyme, Yehouda ben Meïr est l’auteur du Sefer ha-Dinim (« Livre des lois ») qui contient, outre les points de loi qui constituent son sujet principal, de nombreuses notes et allusions à ses voyages ainsi que ceux d'autres Juifs d'Europe orientale. Il cite notamment Przemyśl et Kiev comme comptoirs commerciaux le long de la route radhanite.